# Сидоров, Николай Александрович (спортсмен)
Никола́й Алекса́ндрович Си́доров (23 ноября 1956, Москва, РСФСР, СССР) — советский легкоатлет, олимпийский чемпион в эстафете 4×100 метров. Заслуженный мастер спорта СССР (1980), заслуженный тренер России.

## Карьера
На Олимпиаде в Москве вместе с Владимиром Муравьёвым, Андреем Прокофьевым и Александром Аксининым выиграл эстафету 4×100 метров. В забеге на 200 метров в полуфинале занял седьмое место.
В 1982 году на чемпионате Европы выиграл золото. Также становился бронзовым призёром чемпионата мира в 1983 году. В 1984 победил на международных соревнованиях «Дружба-84».

## Личная жизнь
Окончил ГЦОЛИФК. Военнослужащий, полковник Вооружённых Сил России.